# Лазарев, Лазарь Екимович
 Лазарь Екимович (Иоакимович) Лазарев (1797—1871) — один из организаторов переселения армян из Персии в Восточную (Русскую) Армению.

## Биография
Происходил из богатого армянского рода Лазаревых: младший сын основателя Лазаревского института (1814), известного мецената Екима Лазаревича Лазарева (1743—1826) от его брака с Анной Сергеевной Ивановой (1766—1820). О времени его рождения в источниках имеются разные сведения: «Большая российская энциклопедия» указывает датой рождения: 17 (28) февраля 1797 года и в метрической записи о его смерти указано, что генерал-майор Лазарь Якимович Лазарев умер в 74 года. Е. Соколовский указывал, что Лазарь Лазарев осенью 1810 году поступил из Петропавловской школы в Институт корпуса инженеров путей сообщения, по правилам которого в него принимались «юноши не моложе 15 лет».
После домашнего обучения в 1810 году поступил в открывшийся Институт корпуса инженеров путей сообщения, откуда был выпущен в инженер-офицеры в 1813 году. Е. Л. Лазарев просил определить сына в гусарский полк и в начале 1814 года тот прибыл в Брест-Литовск к командиру резервного кавалерийского корпуса генералу Кологривову и вскоре был зачислен в эскадрон, которым командовал Пётр Семёнович Абамелек, брат Давида Семёновича Абамелек, полковника того же лейб-гвардии Гусарский полка, женатого на сестре Лазарева, Марфе. Но ему так и не довелось принять участия в военных действиях.
Будучи штабс-ротмистром, в январе 1826 года он перешёл в Ямбургский уланский полк в чине майора. С 14 мая 1826 года полковник, участвовал в русско-персидской войне (1826—1828); 12 февраля 1828 года был награждён золотой саблей с надписью «За храбрость».
С 1827 года состоял чиновником по особым поручениям при генерале И. Ф. Паскевиче в Тифлисе. Принимал участие вместе с А. С. Грибоедовым в подписании Туркманчайского договора с Ираном (10.02.1828). После окончания войны активно содействовал переселению персидских армян в Россию. Будучи комендантом главной квартиры в Дейкаргане, как посредник сыграл положительную роль на переговорах между армянами и представителями русской армии. Продолжая числиться при Паскевиче в должности старшего адъютанта, участвовал в русско-турецкой войне (1828—1829). Лично принимал участие во взятии крепости Карс и покорении Ахалцихе. Был награждён орденами Св. Владимира 4-й степени с бантом и Св. Анны 2-й степени. После заключения Адрианопольского мира Лазарев вернулся в Москву и вышел в отставку по болезни (1830).

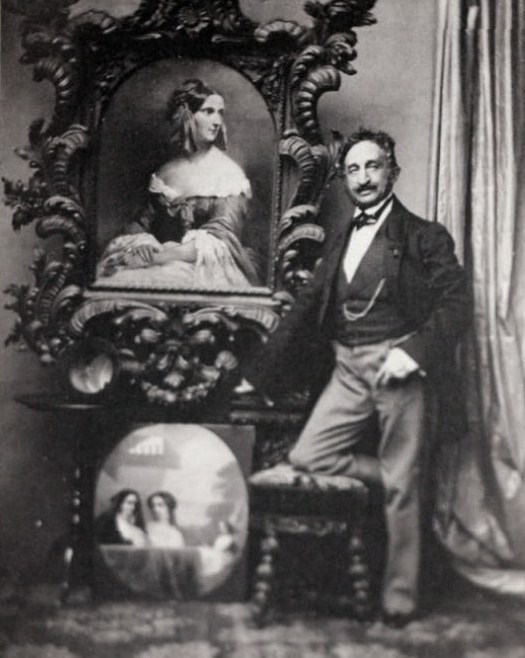
Лазарь Екимович Лазарев

Не занимая никаких официальных постов, богач Лазарев по примеру отца и братьев активно занимался благотворительностью и жертвовал значительные суммы на благоустройство Института восточных языков. По свидетельству современников, в обществе он «слыл молодцом», но был человек «чванный», «невыносимый и всем досаждал своей чрезмерной любезностью». Грибоедов характеризовал Лазарева «как человека пустого, склонного преувеличивать своё значение в деле переселения армян». Был знаком с Жуковским, П. А. Вяземским, Тютчевым и Пушкиным. В марте 1831 года участвовал с поэтом и другими лицами в известном масленичном катании, устроенном Пашковыми в Москве.
В 1832 году Лазарев надолго уехал за границу, где женился на принцессе Бирон. В Париже он неоднократно встречался  с А. И. Тургеневым. В середине 1840-х годов он вернулся в Петербург и, по словам М. Д. Бутурлина, хотел жить открытым домом; но высшее общество долго смотрело на Лазарева как на финансового «parvenu» (выскочку), и салоны его, постоянно освещённые, оставались пустыми. Наконец, великий князь Михаил Павлович удостоил креза-армянина своим посещением в один из вечеров. Вследствие ли этого или от действия времени, но спесивая каста стала переступать порог лазаревского салона, и блаженный миллионер добился наконец гражданского права в высшей среде.

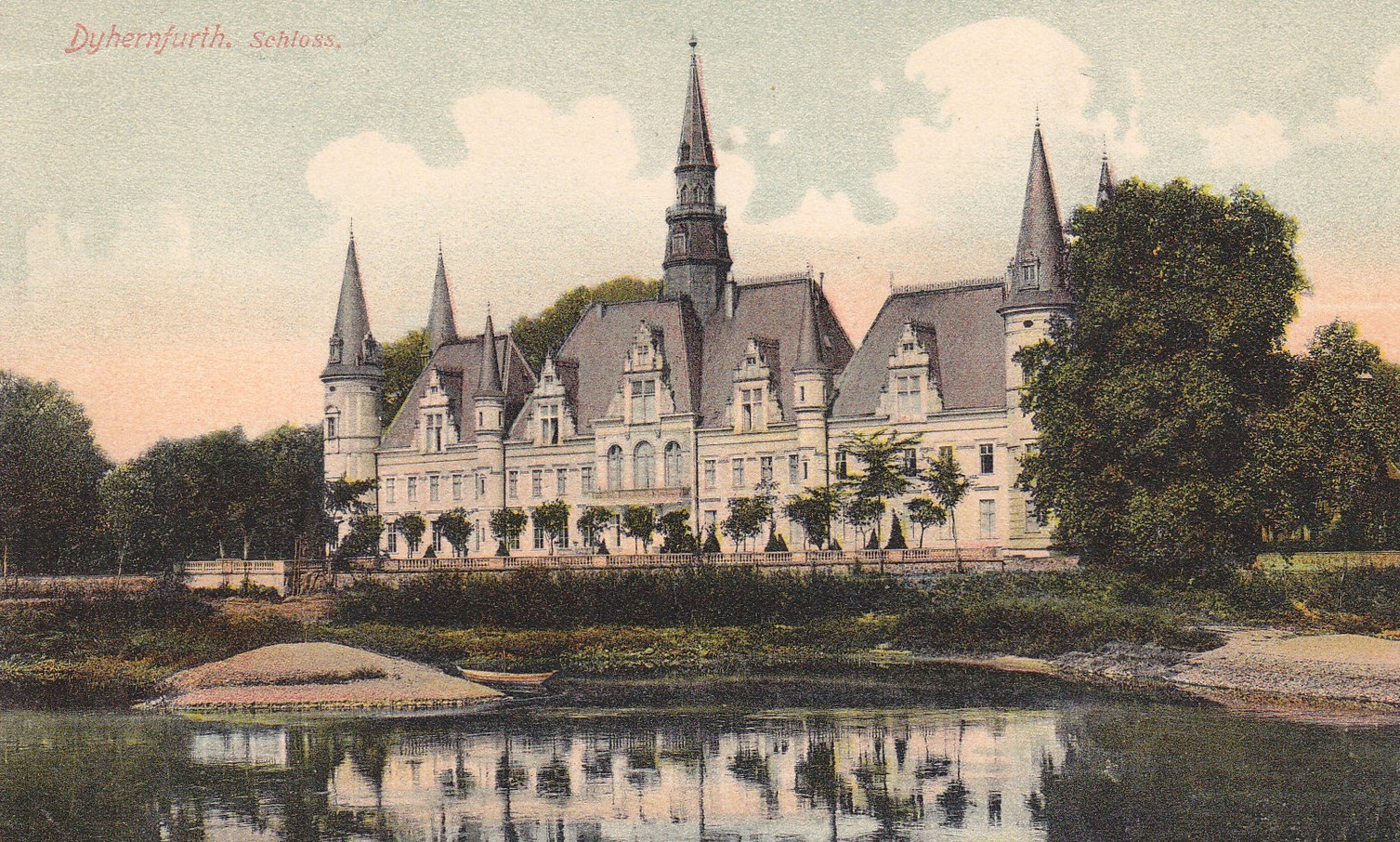
Дворец в Дихернфурте (1900-е)

Согласно мемуарам Г. Виель-Кастеля, во время Крымской кампании Лазарев проживал в Париже, где занимался разными финансовыми предприятиями,  участвовал в собраниях легитимистов и понемногу шпионил, не преступая законов. Весной 1854 года за оскорбительные речи в адрес правительства Франции Лазарев был посажен в тюрьму Мазас, а затем выслан из страны. Последующие годы он то приезжал в Россию, то жил за границей.
Скончался от апоплексического удара в Брюсселе 14 (26) октября 1871 года и был похоронен в имение жены в Дихернфурте. Его старший брат Христофор пережил его всего на два месяца. С их смертью род Лазаревых по мужской линии пресёкся. По высочайшему прошению племянницы Лазаря Екимовича в 1873 году её мужу С. Д. Абамелеку и их потомкам дозволено было именоваться князьями Абамелек-Лазаревыми.

## Семья

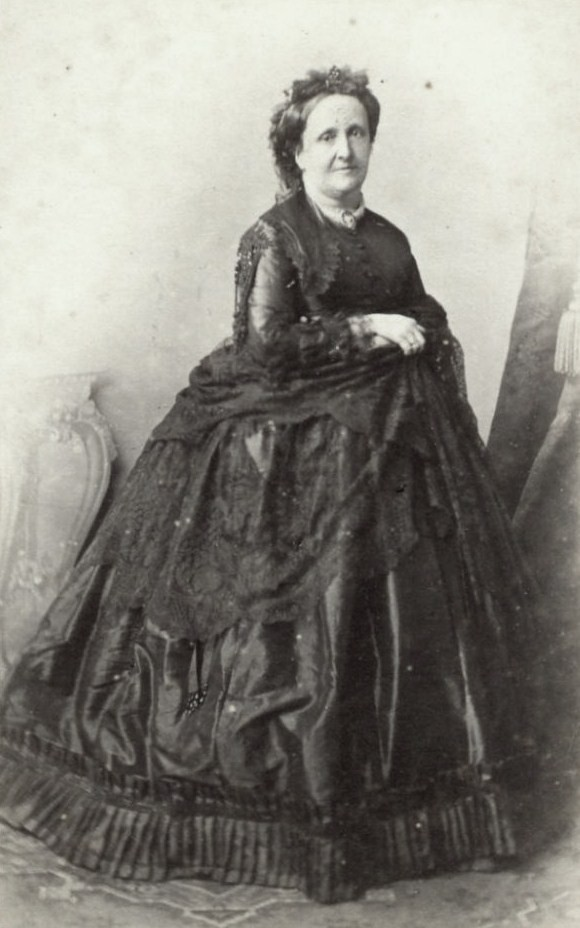
Антуанетта Лазарева

Жена (с 29.10.1834) — принцесса Антуанетта Шарлотта Александра Бирон (17.01.1813—06.01.1882), правнучка фаворита императрицы Анны Иоанновны и дочь принца  Г. К. Бирона. Брак её был заключен в Дрездене и, по словам герцогини Доротеи Саган, произошел «на сказочный манер». Повсюду в обществе рассказывали о несметных сокровищах Лазарева и, увидев его, Антуанетта Бирон была им сражена и очарована. Герцогиня Саган признавалась, что этот брак племянницы её немного смущал, она предпочла бы для неё союз с представителем более благородного, менее состоятельного и восточного и чуть более европейского происхождения. Говорили, что Лазарев, возгордившийся своим родством с Талейраном, называл якобы его «мой дядя Талейран», и острослов князь А. С. Меньшиков как-то заметил ему на это: «Вы хотели сказать, Ваш дядя Тамерлан».
По отзыву князя А. В. Мещерского, «Tony Lazareff» (как звали Лазареву в обществе) была женщина очень красивая и замечательно любезная, обвораживающая всех своим умом и тактом. В Париже, где она подолгу жила с мужем, она была дружна с княгиней Леониллой Сайн-Витгенштейн и посещала салон г-жи С. П. Свечиной и, будучи особой очень деятельной, принимала активное участие в жизни католической общины. С 1848 года кавалерственная дама баварского Ордена Терезы. После смерти матери в 1849 году Лазарева унаследовала дворец в Дихернфурте близ Вроцлава, который сделала своей резиденцией. По её инициативе он был реконструирован в стиле ренессансных замков с берегов  Луары и разбит новый сад на Одере. В 1882 году Дихернфурт перешел к её старшей  дочери:
- Дарья (1835—1886), с 1858 года замужем за маркизом Карлом д'Абезак де Мейрак (1822—1913), состоявшем адъютантом у маршала Мак-Магона.
- Анна (1838—1900), c 1864 года замужем за графом Виктором Видман-Седльницким (1836—1886).
- Леонилла (1842—1932; Ницца), замужем (с 03.06.1870; Дрезден) за князем Александром Михайловичем Урусовым (1839—1886).

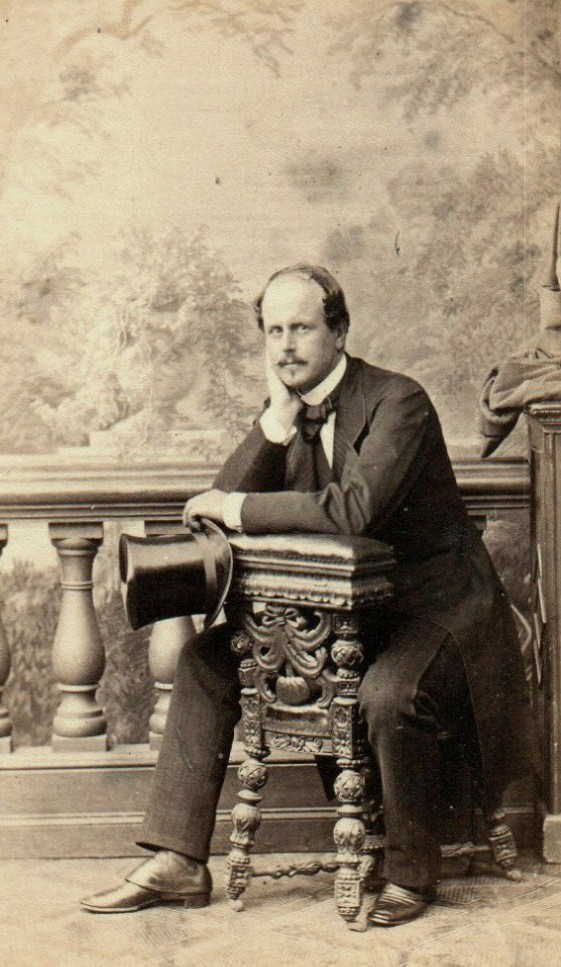
Маркиз д'Абезак де Мейрак
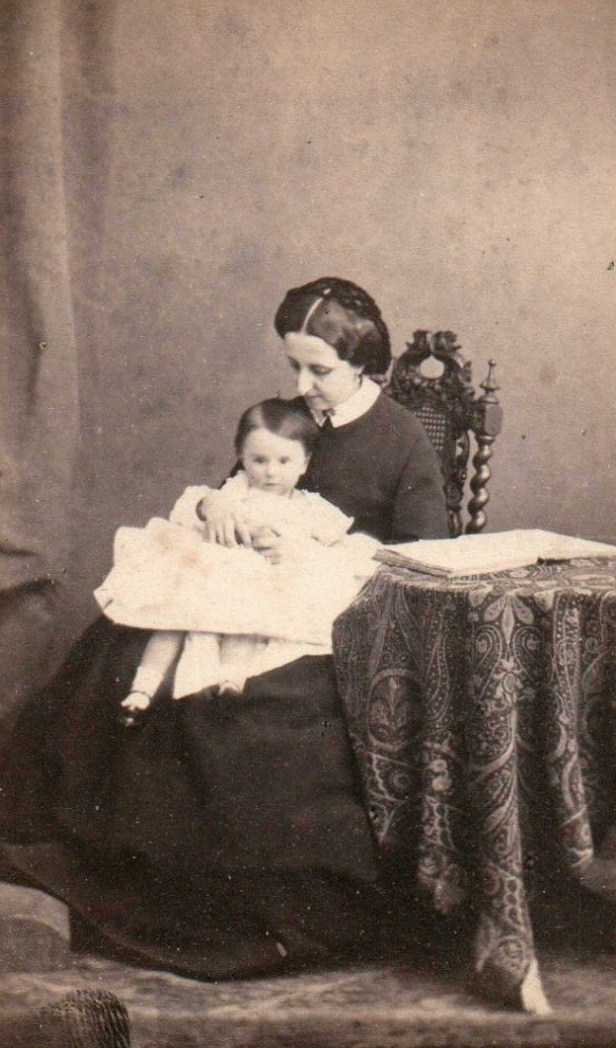
Дарья Лазаревна с дочерью
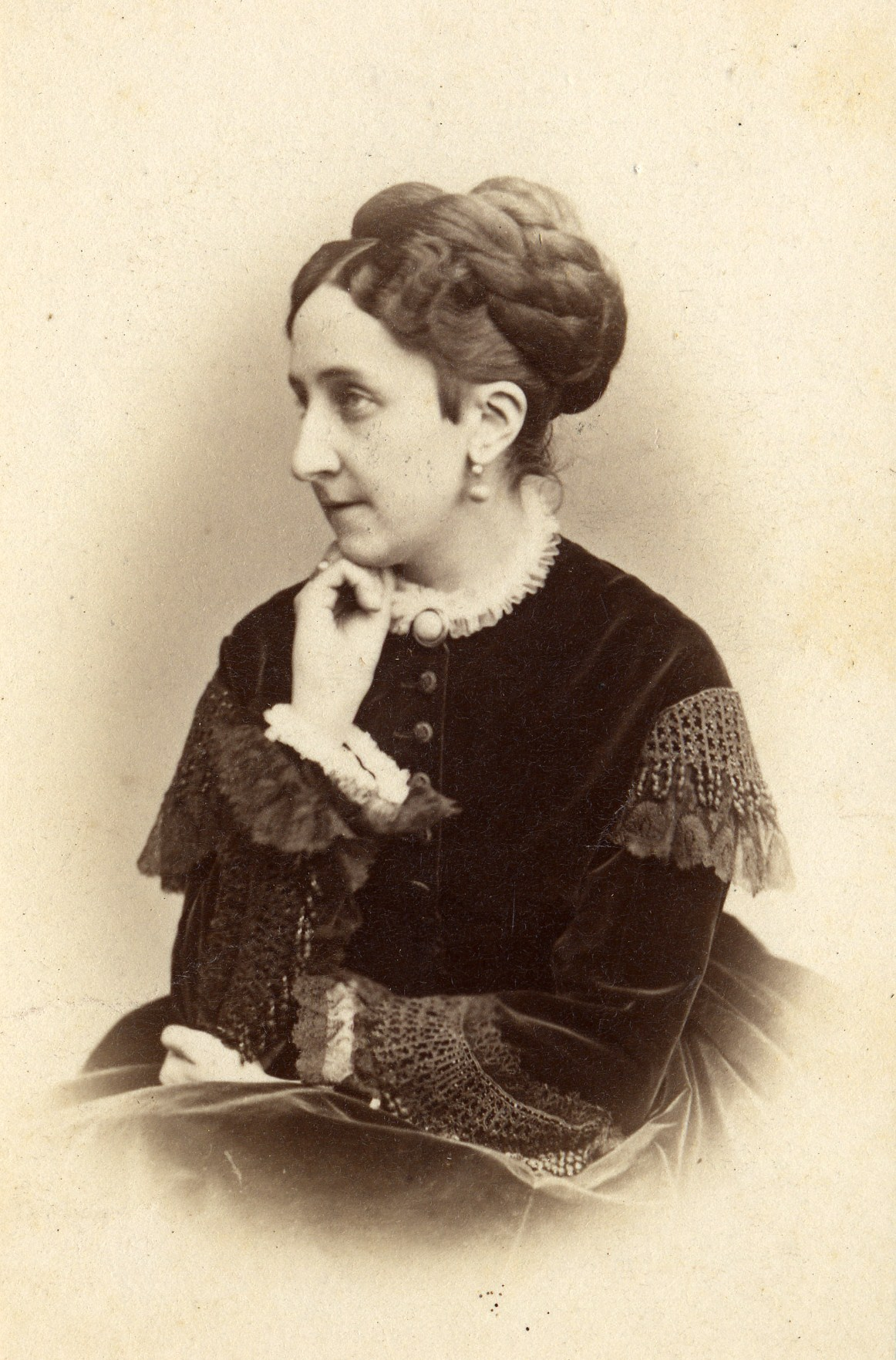
Анна Лазаревна
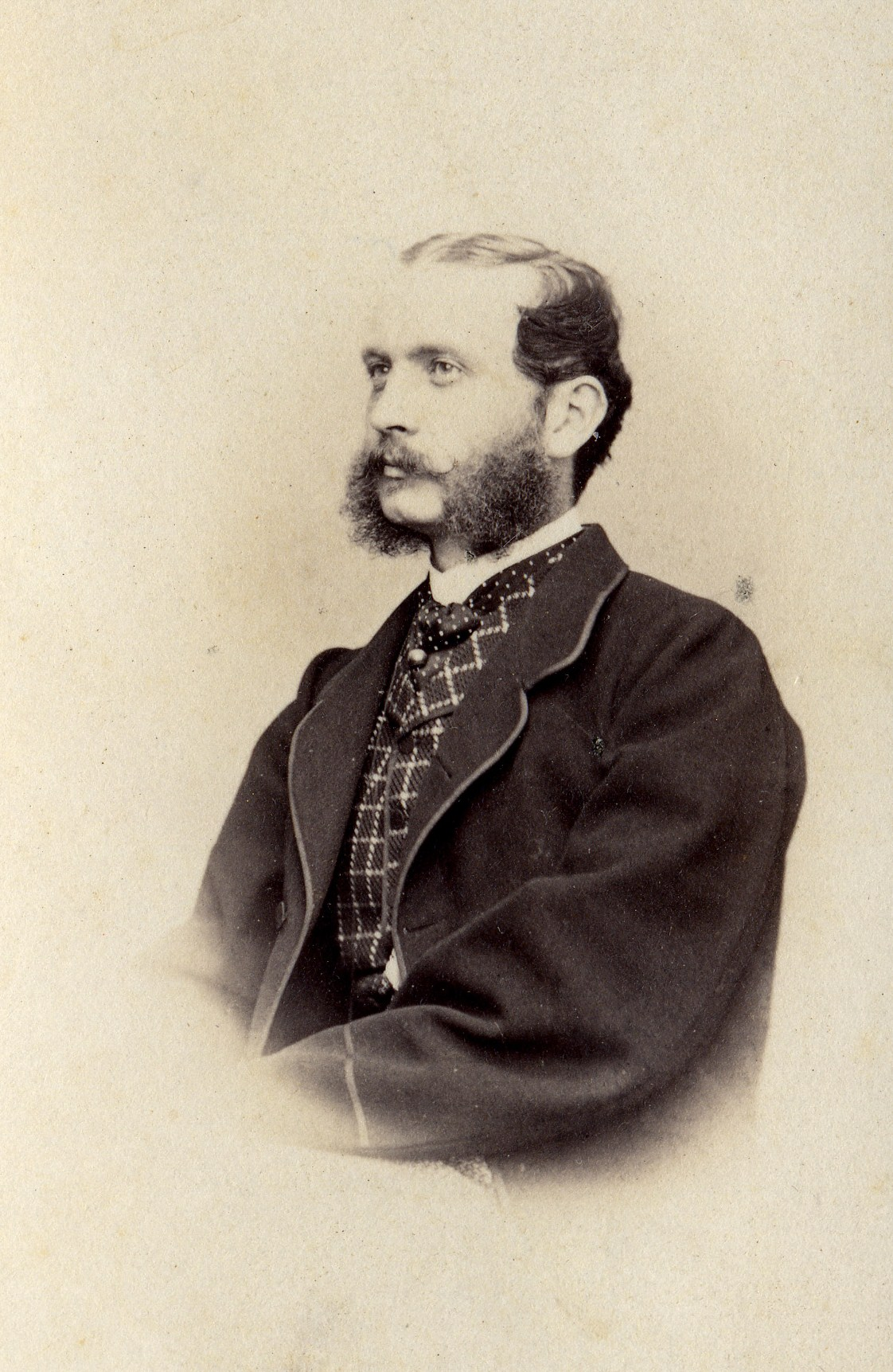
Граф Видман-Седльницкий
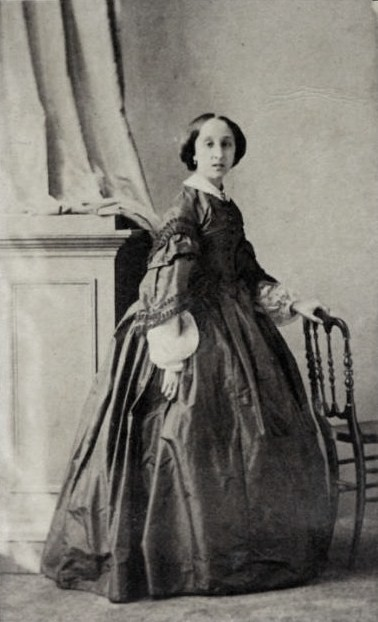
Леонилла Лазаревна

## Комментарии
1. ↑  По другим сведениям (Агаян Ц. П. Вековая дружба народов Закавказья. — Ч. 1. — М.: Изд-во «Айастан», 1970. — С. 128.), он ещё в чине корнета Сумского гусарского полка участвовал в заграничном походе русской армии (1813—1814); принимал участие в битве под Лейпцигом, где погиб его брат Артемий. И только в декабре 1814 года по ходатайству отца был переведён в лейб-гвардии Гусарский полк.